# حارة الصبن (مودية)

تعديل مصدري - تعديل

الصبن هي إحدى حارات حي فحمان بمدينة مودية التابعة لمحافظة أبين، بلغ تعداد سكانها 1334 نسمة حسب تعداد اليمن لعام 2004.